# Regionaler Naturpark Boucles de la Seine Normande

Logo des Naturparks

Der Regionale Naturpark Boucles de la Seine Normande („Schleifen der Seine in der Normandie“) liegt zwischen den Städten Le Havre und Rouen in den Départements Eure und Seine-Maritime in der nordfranzösischen Region Normandie. Die Parkverwaltung hat ihren Sitz in einem Herrenhaus aus dem 16. Jahrhundert in Notre-Dame-de-Bliquetuit (Seine-Maritime).
Der sich heute über ca. 81.000 Hektar und 72 Gemeinden mit ca. 58.000 Einwohnern erstreckende Park hieß von seiner Gründung im Jahre 1974 bis zum Jahr 2001 „Regionaler Naturpark Brotonne“. Er umfasst das Moor (Marais-Vernier) und drei Staatswälder.

## Natur
Die Schleifen der Seine haben zwischen Rouen und der Mündung in den Ärmelkanal bei Honfleur eine Länge von 180 Kilometern. Die Uferlandschaften sind teilweise hügelig, teilweise flach oder durch Streuobstwiesen geprägt. Durch das an vielen Stellen sehr enge Flusstal entstand ein Mikroklima, das den Obstbau begünstigt. Der Norden des Naturparks ist durch das Kreideplateau des Pays de Caux geprägt. Dort findet man noch die typisch normannischen Clos-masures, kleine Bauernhöfe mit strohgedecktem Haupthaus, angrenzenden Streuobstwiesen und Hecken (haies), die das Grundstück umschließen. Der Süden des Naturparks liegt im Roumois, dort geht die Bocagelandschaft in Flachland über, das vor allem für Ackerbau und Viehzucht genutzt wird.
Die besondere Bedeutung des Parks liegt in seinen Brackwasserzonen im Mündungsbereich der Seine, seinen Moorwiesen, natürlichen Teichen und Flusstälern. Das „Vernier-Moor “ (Marais Vernier) liegt in einer ehemaligen Seineschleife, die nicht mehr mit dem Fluss verbunden ist. Es ist etwa 4500 Hektar groß.

## Sehenswürdigkeiten
Im Staatswald Forêt de Brotonne stehen die Schlösser Château d’Ételan, Château d’Yville-sur-Seine, die ehemaligen Abteien Abtei Jumièges, Abtei Saint-Wandrille, Abtei Saint-Georges-de-Boscherville, die spätgotische Kirche von Caudebec-en-Caux sowie die Mühle von Hauville und ein Museumsdorf. Das Musée de Pomme („Apfelmuseum“) in Sainte-Opportune-la-Mare und das Maison du Lin („Haus des Leinens“) in Routot sind ebenfalls erwähnenswert.